# Lliga de Campions de la UEFA 2018–19
La Lliga de Campions de la UEFA 2018–19 és la 64a edició del màxim torneig de futbol europeu per a clubs organitzat per la UEFA, així com la 27ena edició des que va canviar el nom de Copa d'Europa pel de Lliga de Campions.
La final de la competició es disputà a l'Estadi Metropolità de Madrid, Espanya.
El guanyador del torneig jugà contra l'equip guanyador de la Lliga Europa de la UEFA 2018–19 la Supercopa d'Europa de futbol 2019.

## Distribució d'equips per federacions
Un total de 79 equips de 54 de les 55 federacions nacionals participen en aquesta edició. Liechtenstein no organitza una lliga domèstica i cap equip de Liechtenstein es classifica pel torneig. Depenent dels seus respectius coeficients UEFA, les federacions tenen un nombre determinat de places.

### Classificació de les federacions de la UEFA
| Posició | Associació      | Coef.   | Equips |
| ------- | --------------- | ------- | ------ |
| 1       | Espanya         | 104.998 | 4      |
| 2       | Alemanya        | 79.484  | 4      |
| 3       | Anglaterra      | 75.962  | 4      |
| 4       | Itàlia          | 73.332  | 4      |
| 5       | França          | 56.665  | 3      |
| 6       | Rússia          | 50.532  | 3      |
| 7       | Portugal        | 49.332  | 2      |
| 8       | Ucraïna         | 42.633  | 2      |
| 9       | Bèlgica         | 42.400  | 2      |
| 10      | Turquia         | 39.200  | 2      |
| 11      | República Txeca | 33.175  | 2      |
| 12      | Suïssa          | 32.075  | 2      |
| 13      | Països Baixos   | 31.063  | 2      |
| 14      | Grècia          | 27.900  | 2      |
| 15      | Àustria         | 25.350  | 2      |
| 16      | Croàcia         | 25.250  | 1      |
| 17      | Romania         | 24.350  | 1      |
| 18      | Dinamarca       | 24.000  | 1      |
| 19      | Belarús         | 19.875  | 1      |

| Posició | Associació    | Coef.  | Equips |
| ------- | ------------- | ------ | ------ |
| 20      | Polònia       | 19.750 | 1      |
| 21      | Suècia        | 19.725 | 1      |
| 22      | Israel        | 19.375 | 1      |
| 23      | Escòcia       | 18.925 | 1      |
| 24      | Xipre         | 18.550 | 1      |
| 25      | Noruega       | 18.325 | 1      |
| 26      | Azerbaidjan   | 17.750 | 1      |
| 27      | Bulgària      | 15.875 | 1      |
| 28      | Sèrbia        | 15.375 | 1      |
| 29      | Kazakhstan    | 15.250 | 1      |
| 30      | Eslovènia     | 13.125 | 1      |
| 31      | Eslovàquia    | 11.750 | 1      |
| 32      | Liechtenstein | 11.000 | 0      |
| 33      | Hongria       | 9.500  | 1      |
| 34      | Moldàvia      | 9.500  | 1      |
| 35      | Islàndia      | 8.375  | 1      |
| 36      | Finlàndia     | 7.650  | 1      |
| 37      | Albània       | 6.625  | 1      |

| Posició | Associació           | Coef. | Equips |
| ------- | -------------------- | ----- | ------ |
| 38      | Irlanda              | 6.575 | 1      |
| 39      | Bòsnia i Hercegovina | 6.500 | 1      |
| 40      | Geòrgia              | 6.375 | 1      |
| 41      | Letònia              | 6.125 | 1      |
| 42      | Macedònia            | 5.625 | 1      |
| 43      | Estònia              | 5.250 | 1      |
| 44      | Montenegro           | 5.250 | 1      |
| 45      | Armènia              | 5.125 | 1      |
| 46      | Luxemburg            | 4.875 | 1      |
| 47      | Irlanda del Nord     | 4.500 | 1      |
| 48      | Lituània             | 4.125 | 1      |
| 49      | Malta                | 4.000 | 1      |
| 50      | Gal·les              | 3.875 | 1      |
| 51      | Illes Fèroe          | 3.500 | 1      |
| 52      | Gibraltar            | 2.500 | 1      |
| 53      | Andorra              | 1.165 | 1      |
| 54      | San Marino           | 0.333 | 1      |
| 55      | Kosovo               | 0.000 | 1      |

## Equips
| Fase de Grups                  | Fase de Grups        | Fase de Grups       | Fase de Grups         |
| ------------------------------ | -------------------- | ------------------- | --------------------- |
| FC Barcelona                   | Borussia Dortmund    | AS Roma             | Porto                 |
| Atlètic de Madrid              | Manchester City      | Inter Milano        | Xakhtar Donetsk       |
| Reial Madrid                   | Manchester United FC | Paris Saint-Germain | Club Brugge           |
| València CF                    | Tottenham Hotspur FC | AS Monaco           | Galatasaray SK        |
| Bayern de Múnic                | Liverpool            | Olympique de Lió    | FC Viktoria Plzeň     |
| FC Schalke 04                  | Juventus FC          | Lokomotiv Moscou    |                       |
| TSG 1899 Hoffenheim            | Napoli               | CSKA Moscou         |                       |
| Eliminatòries                  |                      |                     |                       |
| Ruta dels Campions             | Ruta dels Campions   | Ruta de les Lligues | Ruta de les Lligues   |
| PSV Eindhoven                  | Young Boys           |                     |                       |
| Tercera Ronda de Classificació |                      |                     |                       |
| Ruta dels Campions             | Ruta de les Lligues  | Ruta de les Lligues | Ruta de les Lligues   |
| AEK Atenes FC                  | Fenerbahçe SK        | SL Benfica          | Standard Liège        |
| Red Bull Salzburg              | Spartak Moscou       | Dinamo de Kíev      | SK Slavia Praga       |
| Segonda Ronda de Classificació |                      |                     |                       |
| Ruta dels Campions             | Ruta dels Campions   | Ruta de les Lligues | Ruta de les Lligues   |
| FC Midtjylland                 | FK BATE              | Basel               | Ajax                  |
| Dinamo de Zagreb               | CFR Cluj             | Sturm Graz          | PAOK                  |
| Primera Ronda de Classificació |                      |                     |                       |
| Ludogorets Razgrad             | FK Kukësi            | F91 Dudelange       | FK Sūduva Marijampolė |
| Estrella Roja de Belgrad       | Cork City            | Crusaders           | Valletta              |
| Legia Varsòvia                 | FK Astana            | Zrinjski Mostar     | The New Saints        |
| Malmö FF                       | Olimpija Ljubljana   | SK Torpedo Kutaisi  | Víkingur Gøta         |
| Hapoel Be'er Sheva             | Spartak Trnava       | FK Spartaks Jūrmala |                       |
| Celtic                         | FC Videoton          | KF Shkëndija        |                       |
| APOEL                          | FC Sheriff           | FC Flora            |                       |
| Rosenborg                      | Valur                | FK Sutjeska Nikšić  |                       |
| FK Karabakh                    | HJK                  | FC Alashkert        |                       |
| Ronda preliminar               |                      |                     |                       |
| Lincoln Red Imps               | FC Santa Coloma      | SP La Fiorita       | FC Drita              |

## Dates de les Rondes i Sorteig
El calendari de la competició és el següent. Tots els sorteigs es duran a terme a Nyon, llevat que s'indiqui el contrari.
| Fase          | Ronda                          | Data de Sorteig            | Anada                                       | Tornada                                     |
| ------------- | ------------------------------ | -------------------------- | ------------------------------------------- | ------------------------------------------- |
| Preliminar    | Ronda Preliminar               | 12 de juny 2018            | 26 de juny 2018 (semifinal)                 | 29 de juny 2018 (final)                     |
| Classificació | Primera Ronda de Classificació | 19 de juny 2018            | 10-11 de juliol 2018                        | 17-18 de juliol 2018                        |
| Classificació | Segona Ronda de Classificació  | 19 de juny 2018            | 24-25 de juliol 2018                        | 31 de juliol - 1 d'agost 2018               |
| Classificació | Tercera Ronda de Classificació | 23 de juliol 2018          | 7-8 d'agost 2018                            | 14 d'agost 2018                             |
| Eliminatòries | Eliminatòries                  | 6 d'agost 2018             | 21-22 d'agost 2018                          | 28-29 d'agost 2018                          |
| Fase de grups | Dia del partit 1               | 30 d'agost 2018 (a Mònaco) | 18-19 de setembre 2018                      | 18-19 de setembre 2018                      |
| Fase de grups | Dia del partit 2               | 30 d'agost 2018 (a Mònaco) | 2-3 d'octubre 2018                          | 2-3 d'octubre 2018                          |
| Fase de grups | Dia del partit 3               | 30 d'agost 2018 (a Mònaco) | 23-24 d'octubre 2018                        | 23-24 d'octubre 2018                        |
| Fase de grups | Dia del partit 4               | 30 d'agost 2018 (a Mònaco) | 6-7 de novembre 2018                        | 6-7 de novembre 2018                        |
| Fase de grups | Dia del partit 5               | 30 d'agost 2018 (a Mònaco) | 27-28 de novembre 2018                      | 27-28 de novembre 2018                      |
| Fase de grups | Dia del partit 6               | 30 d'agost 2018 (a Mònaco) | 11-12 de desembre 2018                      | 11-12 de desembre 2018                      |
| Eliminatòries | Vuitens                        | 17 de desembre 2018        | 12–13 i 19–20 de febrer 2019                | 5-6 & 12-13 de març 2019                    |
| Eliminatòries | Quarts de final                | 15 de març 2019            | 9-10 d'abril 2019                           | 16-17 d'abril 2019                          |
| Eliminatòries | Semifinals                     | 19 d'abril 2019            | 30 d'abril - 1 de maig 2019                 | 7-8 de maig 2019                            |
| Eliminatòries | Final                          | 19 d'abril 2019            | 1 de juny 2019 a Estadi Metropolità, Madrid | 1 de juny 2019 a Estadi Metropolità, Madrid |

## Ronda Preliminar
A la ronda preliminar, els equips entren en una semifinal i un final. Els perdedors entren a la segona ronda de classificació de la Lliga Europa de 2018-19.
El sorteig de la ronda preliminar es va fer el 12 de juny de 2018. Les semifinals es jugaran el 29 de juny al Estadi Victòria a Gibraltar.
| Equip 1          | Marcador   | Equip 2          |
| Semifinals       | Semifinals | Semifinals       |
| ---------------- | ---------- | ---------------- |
| FC Santa Coloma  | 0-2        | KF Drita         |
| La Fiorita       | 0-2        | Lincoln Red Imps |
| Final            |            |                  |
| Lincoln Red Imps | 1-4        | KF Drita         |

## Rondes de Classificació
En les rondes de classificació, els equips es divideixen en grups basat en els seus coeficients UEFA. Equips d'una mateixa federació no poden jugar un contra l'altre.

### Primera Ronda de Classificació
Un total de 32 equips jugaran en la primera ronda de classificació. El sorteig de la primera ronda es va dur a terme el 19 de juny de 2018. Els partits d'anada es van jugar els dies 10 i 11 de juliol de 2018. Els partits de tornada es van jugar els dies 17 i 18 de juliol de 2018.
| Equip 1               | Global | Equip 2                  | Anada | Tornada |
| --------------------- | ------ | ------------------------ | ----- | ------- |
| SK Torpedo Kutaisi    | 2-4    | FC Sheriff               | 2-1   | 0-3     |
| KF Shkëndija          | 5-4    | The New Saints FC        | 5-0   | 0-4     |
| FK Sūduva Marijampolė | 3-2    | APOEL FC Nicòsia         | 3-1   | 0-1     |
| Olimpija Ljubljana    | 0-1    | FK Karabakh              | 0-1   | 0-0     |
| F91 Dudelange         | 2-3    | FC Videoton              | 1-1   | 1-2     |
| KF Drita              | 0-5    | Malmö FF                 | 0-3   | 0-2     |
| Víkingur Gøta         | 2-5    | HJK                      | 1-2   | 1-3     |
| Ludogorets Razgrad    | 9-0    | Crusaders FC             | 7-0   | 2-0     |
| Cork City FC          | 0-4    | Legia Varsòvia           | 0-1   | 0-3     |
| Valur Reykjavík       | 2-3    | Rosenborg BK             | 1-0   | 2-3     |
| FK Kukësi             | 1-1    | Valletta FC              | 0-0   | 1-1     |
| FC Flora              | 2-7    | Hapoel Be'er Sheva       | 1-4   | 1-3     |
| FK Spartaks Jūrmala   | 0-2    | Estrella Roja de Belgrad | 0-0   | 0-2     |
| FC Alashkert          | 0-6    | Celtic FC                | 0-3   | 0-3     |
| Spartak Trnava        | 2-1    | SK Zrinjski Mostar       | 1-0   | 1-1     |
| FK Astana             | 3-0    | FK Sutjeska Nikšić       | 1-0   | 2-0     |

### Segona Ronda de Classificació
Un total de 24 equips jugaran en la segona ronda de classificació, 20 equips a la ruta de campions i quatre equips a la ruta de les lligues. El sorteig de la primera ronda es va dur a terme el 19 de juny de 2018. Els partits d'anada es van jugar els dies 24 i 25 de juliol de 2018. Els partits de tornada es van jugar els dies 31 de juliol i 1 d'agost de 2018.
| Equip 1                  | Global           | Equip 2               | Anada            | Tornada          |
| Ruta de Campions         | Ruta de Campions | Ruta de Campions      | Ruta de Campions | Ruta de Campions |
| ------------------------ | ---------------- | --------------------- | ---------------- | ---------------- |
| FK Astana                | 2-1              | FC Midtjylland        | 2-1              | 0-0              |
| Ludogorets Razgrad       | 0-1              | FC Videoton           | 0-0              | 0-1              |
| FK Kukësi                | 0-3              | FK Karabakh           | 0-0              | 0-3              |
| CFR Cluj                 | 1-2              | Malmö FF              | 0-1              | 1-1              |
| Dinamo de Zagreb         | 7-2              | Hapoel Be'er Sheva    | 5-0              | 2-2              |
| Estrella Roja de Belgrad | 5-0              | FK Sūduva Marijampolė | 3-0              | 2-0              |
| FK BATE                  | 2-1              | HJK                   | 0-0              | 2-1              |
| KF Shkëndija             | 1-0              | FC Sheriff            | 1-0              | 0-0              |
| Legia Varsòvia           | 1-2              | Spartak Trnava        | 0-2              | 1-0              |
| Celtic                   | 3-1              | Rosenborg BK          | 3-1              | 0-0              |
| Ruta de les Lligues      |                  |                       |                  |                  |
| PAOK                     | 5-1              | Basel                 | 2-1              | 3-0              |
| Ajax                     | 5-1              | Sturm Graz            | 2-0              | 3-1              |

### Tercera Ronda de Classificació
Un total de 20 equips jugaran la tercera ronda de classificació: 12 equips a la ruta de campions i vuit equips a la ruta de les lligues. Els partits d'anada es van jugar els dies 7 i 8 d'agost de 2018. Els partits de tornada es van jugar el 14 d'agost de 2018.
| Equip 1                  | Global             | Equip 2            | Anada              | Tornada            |
| Ruta dels Campions       | Ruta dels Campions | Ruta dels Campions | Ruta dels Campions | Ruta dels Campions |
| ------------------------ | ------------------ | ------------------ | ------------------ | ------------------ |
| Celtic                   | 2–3                | AEK FC             | 1–1                | 1–2                |
| Red Bull Salzburg        | 4–0                | KF Shkëndija       | 3–0                | 1–0                |
| Estrella Roja de Belgrad | 3–2                | Spartak Trnava     | 1–1                | 2–1 (pr.)          |
| FK Karabakh              | 1–2                | FK BATE            | 0–1                | 1–1                |
| FK Astana                | 0–3                | Dinamo de Zagreb   | 0–2                | 0–1                |
| Malmö FF                 | 1–1 (g.c.c.)       | FC Videoton        | 1–1                | 0–0                |
| Ruta de les Lligues      |                    |                    |                    |                    |
| Standard Liège           | 2–5                | Ajax               | 2–2                | 0–3                |
| SL Benfica               | 2–1                | Fenerbahçe SK      | 1–0                | 1–1                |
| Slavia Praha             | 1–3                | Dinamo de Kíev     | 1–1                | 0–2                |
| PAOK                     | 3–2                | Spartak Moscou     | 3–2                | 0–0                |

## Ronda de play-off
Un total de 12 equips jugaran la ronda de play-off, l'última abans de la fase de grups: 6 equips classificats per la ruta de campions, 4 equips per la ruta de les lligues i 2 equips que entren en aquesta ronda, al quadre dels campions: el PSV Eindhoven i el Young Boys. Els partits d'anada es jugaran els dies 21 i 22 d'agost de 2018. Els partits de tornada es jugaran el 28 i 29 d'agost de 2018.
| Equip 1                  | Global             | Equip 2            | Anada              | Tornada            |
| Ruta dels Campions       | Ruta dels Campions | Ruta dels Campions | Ruta dels Campions | Ruta dels Campions |
| ------------------------ | ------------------ | ------------------ | ------------------ | ------------------ |
| Estrella Roja de Belgrad | 2–2 (g.c.c.)       | Red Bull Salzburg  | 0–0                | 2–2                |
| FK BATE                  | 2–6                | PSV Eindhoven      | 2–3                | 0–3                |
| Young Boys               | 3–2                | Dinamo de Zagreb   | 1–1                | 2–1                |
| FC Videoton              | 2–3                | AEK FC             | 1–2                | 1–1                |
| Ruta de les Lligues      |                    |                    |                    |                    |
| SL Benfica               | 5–2                | PAOK               | 1–1                | 4–1                |
| Ajax                     | 3–1                | Dinamo de Kíev     | 3–1                | 0–0                |

## Fase de Grups
Hi participaran 32 equips: 6 equips classificats des de la ronda de play-off i 26 equips classificats directament per aquesta fase. Aquests 32 equips es divideixen en 8 grups de 4. Pel sorteig els equips es divideixen en 4 bombos.

### Bombos
- El bombo 1 conté el guanyador de la passada edició, el guanyador de l'Europa League i els campions de les 6 lligues més potents segons el ranking de la UEFA.
- Els bombos 2, 3 i 4 s'ocupen en funció del coeficient del rànquing UEFA.

| Bombo 1 - R. Madrid CC: 162.000 - At. Madrid CC: 140.000 - Bayern de Múnic CC: 135.000 - FC Barcelona CC: 132.000 - Juventus FC CC: 126.000 - PSG CC: 109.000 - Manchester City CC: 100.000 - Lokomotiv de Moscou CC: 22.500 | Bombo 2 - Borussia de Dortmund CC: 89.000 - Porto CC: 86.000 - Manchester United FC CC: 82.000 - Xakhtar Donetsk CC: 81.000 - Benfica CC: 80.000 - Nàpols CC: 78.000 - Tottenham Hotspur FC CC: 67.000 - Roma CC: 64.000 | Bombo 3 - Liverpool CC: 62.000 - Schalke 04 CC: 62.000 - Olympique de Lió CC: 59.500 - Mònaco CC: 57.000 - AFC Ajax CC: 53.500 - CSKA Moscou CC: 45.000 - PSV Eindhoven CC: 36.000 - València CC: 36.000 | Bombo 4 - Viktoria Plzeň CC: 33.000 - Bruges CC: 29.500 - Galatasaray CC: 29.500 - Young Boys CC: 20.500 - Inter de Milà CC: 16.000 - Hoffenheim CC: 14.285 - Estrella Roja CC: 10.750 - AEK CC: 10.000 |

### Grup A
| Pos | Equip             | PJ | PG | PE | PP | GF | GC | DG  | Pts | Classificació              |  | DOR | ATM | BRU | MON |
| --- | ----------------- | -- | -- | -- | -- | -- | -- | --- | --- | -------------------------- |  | --- | --- | --- | --- |
| 1   | Borussia Dortmund | 6  | 4  | 1  | 1  | 10 | 2  | +8  | 13  | Avança a Vuitens           |  | —   | 4–0 | 0–0 | 3–0 |
| 2   | At. Madrid        | 6  | 4  | 1  | 1  | 9  | 6  | +3  | 13  | Avança a Vuitens           |  | 2–0 | —   | 3–1 | 2–0 |
| 3   | Bruges            | 6  | 1  | 3  | 2  | 6  | 5  | +1  | 6   | Transfereix a Lliga Europa |  | 0–1 | 0–0 | —   | 1–1 |
| 4   | Mònaco            | 6  | 0  | 1  | 5  | 2  | 14 | −12 | 1   |                            |  | 0–2 | 1–2 | 0–4 | —   |

### Grup B
| Pos | Equip             | PJ | PG | PE | PP | GF | GC | DG | Pts | Classificació              |  | FCB | TOT | INT | PSV |
| --- | ----------------- | -- | -- | -- | -- | -- | -- | -- | --- | -------------------------- |  | --- | --- | --- | --- |
| 1   | FC Barcelona      | 6  | 4  | 2  | 0  | 14 | 5  | +9 | 14  | Avança a Vuitens           |  | —   | 1–1 | 2–0 | 4–0 |
| 2   | Tottenham Hotspur | 6  | 2  | 2  | 2  | 9  | 10 | −1 | 8   | Avança a Vuitens           |  | 2–4 | —   | 1–0 | 2–1 |
| 3   | Inter de Milà     | 6  | 2  | 2  | 2  | 6  | 7  | −1 | 8   | Transfereix a Lliga Europa |  | 1–1 | 2–1 | —   | 1–1 |
| 4   | PSV Eindhoven     | 6  | 0  | 2  | 4  | 6  | 13 | −7 | 2   |                            |  | 1–2 | 1–1 | 1–2 | —   |

### Grup C
| Pos | Equip               | PJ | PG | PE | PP | GF | GC | DG  | Pts | Classificació              |  | PSG | LIV | NAP | ERB |
| --- | ------------------- | -- | -- | -- | -- | -- | -- | --- | --- | -------------------------- |  | --- | --- | --- | --- |
| 1   | Paris Saint-Germain | 6  | 3  | 2  | 1  | 17 | 9  | +8  | 11  | Avança a Vuitens           |  | —   | 2–1 | 2–2 | 6–1 |
| 2   | Liverpool           | 6  | 3  | 0  | 3  | 9  | 7  | +2  | 9   | Avança a Vuitens           |  | 3–2 | —   | 1–0 | 4–0 |
| 3   | Nàpols              | 6  | 2  | 3  | 1  | 7  | 5  | +2  | 9   | Transfereix a Lliga Europa |  | 1–1 | 1–0 | —   | 3–1 |
| 4   | Estrella Roja       | 6  | 1  | 1  | 4  | 5  | 17 | −12 | 4   |                            |  | 1–4 | 2–0 | 0–0 | —   |

### Grup D
| Pos | Equip            | PJ | PG | PE | PP | GF | GC | DG | Pts | Classificació              |  | POR | S04 | GAL | LM  |
| --- | ---------------- | -- | -- | -- | -- | -- | -- | -- | --- | -------------------------- |  | --- | --- | --- | --- |
| 1   | Porto            | 6  | 5  | 1  | 0  | 15 | 6  | +9 | 16  | Avança a Vuitens           |  | —   | 3–1 | 1–0 | 4–1 |
| 2   | Schalke 04       | 6  | 3  | 2  | 1  | 6  | 4  | +2 | 11  | Avança a Vuitens           |  | 1–1 | —   | 2–0 | 1–0 |
| 3   | Galatasaray      | 6  | 1  | 1  | 4  | 5  | 8  | −3 | 4   | Transfereix a Lliga Europa |  | 2–3 | 0–0 | —   | 3–0 |
| 4   | Lokomotiv Moscou | 6  | 1  | 0  | 5  | 4  | 12 | −8 | 3   |                            |  | 1–3 | 0–1 | 2–0 | —   |

### Grup E
| Pos | Equip        | PJ | PG | PE | PP | GF | GC | DG  | Pts | Classificació              |  | BAY | AJX | BEN | AEK |
| --- | ------------ | -- | -- | -- | -- | -- | -- | --- | --- | -------------------------- |  | --- | --- | --- | --- |
| 1   | Bayern Munic | 6  | 4  | 2  | 0  | 15 | 5  | +10 | 14  | Avança a Vuitens           |  | —   | 1–1 | 5–1 | 2–0 |
| 2   | Ajax         | 6  | 3  | 3  | 0  | 11 | 5  | +6  | 12  | Avança a Vuitens           |  | 3–3 | —   | 1–0 | 3–0 |
| 3   | Benfica      | 6  | 2  | 1  | 3  | 6  | 11 | −5  | 7   | Transfereix a Lliga Europa |  | 0–2 | 1–1 | —   | 1–0 |
| 4   | AEK Atenes   | 6  | 0  | 0  | 6  | 2  | 13 | −11 | 0   |                            |  | 0–2 | 0–2 | 2–3 | —   |

### Grup F
| Pos | Equip           | PJ | PG | PE | PP | GF | GC | DG  | Pts | Classificació              |  | MC  | LYO | XD  | HOF |
| --- | --------------- | -- | -- | -- | -- | -- | -- | --- | --- | -------------------------- |  | --- | --- | --- | --- |
| 1   | Manchester City | 6  | 4  | 1  | 1  | 16 | 6  | +10 | 13  | Avança a Vuitens           |  | —   | 1–2 | 6–0 | 2–1 |
| 2   | Olympique Lió   | 6  | 1  | 5  | 0  | 12 | 11 | +1  | 8   | Avança a Vuitens           |  | 2–2 | —   | 2–2 | 2–2 |
| 3   | Xakhtar Donetsk | 6  | 1  | 3  | 2  | 8  | 16 | −8  | 6   | Transfereix a Lliga Europa |  | 0–3 | 1–1 | —   | 2–2 |
| 4   | 1899 Hoffenheim | 6  | 0  | 3  | 3  | 11 | 14 | −3  | 3   |                            |  | 1–2 | 3–3 | 2–3 | —   |

### Grup G
| Pos | Equip          | PJ | PG | PE | PP | GF | GC | DG | Pts | Classificació              |  | RM  | ROM | PLZ | CSKA |
| --- | -------------- | -- | -- | -- | -- | -- | -- | -- | --- | -------------------------- |  | --- | --- | --- | ---- |
| 1   | R. Madrid      | 6  | 4  | 0  | 2  | 12 | 5  | +7 | 12  | Avança a Vuitens           |  | —   | 3–0 | 2–1 | 0–3  |
| 2   | AS Roma        | 6  | 3  | 0  | 3  | 11 | 8  | +3 | 9   | Avança a Vuitens           |  | 0–2 | —   | 5–0 | 3–0  |
| 3   | Viktoria Plzeň | 6  | 2  | 1  | 3  | 7  | 16 | −9 | 7   | Transfereix a Lliga Europa |  | 0–5 | 2–1 | —   | 2–2  |
| 4   | CSKA Moscou    | 6  | 2  | 1  | 3  | 8  | 9  | −1 | 7   |                            |  | 1–0 | 1–2 | 1–2 | —    |

### Grup H
| Pos | Equip             | PJ | PG | PE | PP | GF | GC | DG | Pts | Classificació              |  | JUV | MU  | VAL | YB  |
| --- | ----------------- | -- | -- | -- | -- | -- | -- | -- | --- | -------------------------- |  | --- | --- | --- | --- |
| 1   | Juventus          | 6  | 4  | 0  | 2  | 9  | 4  | +5 | 12  | Avança a Vuitens           |  | —   | 1–2 | 1–0 | 3–0 |
| 2   | Manchester United | 6  | 3  | 1  | 2  | 7  | 4  | +3 | 10  | Avança a Vuitens           |  | 0–1 | —   | 0–0 | 1–0 |
| 3   | València          | 6  | 2  | 2  | 2  | 6  | 6  | 0  | 8   | Transfereix a Lliga Europa |  | 0–2 | 2–1 | —   | 3–1 |
| 4   | Young Boys        | 6  | 1  | 1  | 4  | 4  | 12 | −8 | 4   |                            |  | 2–1 | 0–3 | 1–1 | —   |

## Fase final
La fase final de la competició es disputa en eliminatòries a doble partit, llevat la final, jugada a partit únic. A les eliminatòries a doble partit regeix la regla del gol de visitant, que determina que l'equip que hagi marcat més gols com a visitant guanya l'eliminatòria si hi ha empat en la diferència de gols. En cas d'estar l'eliminatòria empatada després dels 180 minuts d'ambdós partits es disputa una pròrroga de 30 minuts, i si aquesta acaba sense gols l'eliminatòria es decidirà en una tanda de penals.
El mecanisme del sorteig de les eliminatòries és aquest:
- Al sorteig de la ronda de setzens, els vuit guanyadors de cada grup són caps de sèrie, i juguen contra els segons classificats (el partit de tornada es juga al camp del cap de sèrie). Els equips del mateix grup o de la mateixa federació no poden enfrontar-se entre si.
- Als sorteigs dels quarts de final en endavant no hi ha caps de sèrie, ni condicionants a l'hora d'establir els enfrontaments.

### Equips classificats
| Grup | Campions de grup       | Segons classificats  |
| ---- | ---------------------- | -------------------- |
| A    | Borussia Dortmund      | Atlètic de Madrid    |
| B    | FC Barcelona           | Tottenham Hotspur FC |
| C    | Paris Saint-Germain FC | Liverpool FC         |
| D    | FC Porto               | FC Schalke 04        |
| E    | Bayern de Múnic        | AFC Ajax             |
| F    | Manchester City FC     | O. Lió               |
| G    | R. Madrid              | AS Roma              |
| H    | Juventus FC            | Manchester United FC |

### Vuitens de final
El sorteig de la ronda se celebrà el 17 de desembre del 2018.
| Equip 1              | Global       | Equip 2                | Anada | Tornada    |
| -------------------- | ------------ | ---------------------- | ----- | ---------- |
| FC Schalke 04        | 2-10         | Manchester City FC     | 2–3   | 0-7        |
| Atlètic de Madrid    | 2-3          | Juventus FC            | 2–0   | 0-3        |
| Manchester United FC | 3–3 (g.c.c.) | Paris Saint-Germain FC | 0–2   | 3–1        |
| Tottenham Hotspur FC | 4–0          | Borussia Dortmund      | 3–0   | 1–0        |
| O. Lió               | 1-5          | FC Barcelona           | 0–0   | 1-5        |
| AS Roma              | 3–4          | FC Porto               | 2–1   | 1–3 (prò.) |
| AFC Ajax             | 5–3          | R. Madrid              | 1–2   | 4–1        |
| Liverpool FC         | 3-1          | Bayern de Múnic        | 0–0   | 3-1        |

#### Partits
| FC Schalke 04               | 2–3     | Manchester City FC                   |
| --------------------------- | ------- | ------------------------------------ |
| Bentaleb 38' (p.), 45' (p.) | Informe | 18' Agüero · 85' Sané · 90' Sterling |

| Manchester City FC                                                                            | 7–0     | FC Schalke 04 |
| --------------------------------------------------------------------------------------------- | ------- | ------------- |
| Agüero 35' (p.), 38' · Sané 42' · Sterling 56' · B. Silva 71' · Foden 78' · Gabriel Jesus 84' | Informe |               |

El Mancester City es classifica per 10–2 en total.
| Atlètic de Madrid       | 2–0     | Juventus FC |
| ----------------------- | ------- | ----------- |
| Giménez 78' · Godín 83' | Informe |             |

| Juventus FC                | 3–0     | Atlètic de Madrid |
| -------------------------- | ------- | ----------------- |
| Ronaldo 27', 48', 86' (p.) | Informe |                   |

La Juventus es classifica per 3–2 en total.
| Manchester United FC | 0–2     | Paris Saint-Germain FC    |
| -------------------- | ------- | ------------------------- |
|                      | Informe | 53' Kimpembe · 60' Mbappé |

| Paris Saint-Germain FC | 1–3     | Manchester United FC            |
| ---------------------- | ------- | ------------------------------- |
| Bernat 12'             | Informe | 2', 30' Lukaku · 90+3' Rashford |

L'eliminatòria acaba 3 a 3, però el Manchester United es classifica pels gols en camp contrari.
| Tottenham Hotspur FC                    | 3–0     | Borussia Dortmund |
| --------------------------------------- | ------- | ----------------- |
| Son 47' · Vertonghen 83' · Llorente 86' | Informe |                   |

| Borussia Dortmund | 0–1     | Tottenham Hotspur FC |
| ----------------- | ------- | -------------------- |
|                   | Informe | 49' Kane             |

El Tottenham Hotspur es classifica per 4–0 en total.
| O. Lió | 0–0     | FC Barcelona |
| ------ | ------- | ------------ |
|        | Informe |              |

| FC Barcelona                                                 | 5–1     | O. Lió      |
| ------------------------------------------------------------ | ------- | ----------- |
| Messi 18' (p.), 78' · Coutinho 31' · Piqué 81' · Dembélé 86' | Informe | Tousart 58' |

El FC Barcelona es classifica per 5–1 en total.
| AS Roma          | 2–1     | FC Porto  |
| ---------------- | ------- | --------- |
| Zaniolo 70', 76' | Informe | López 79' |

| FC Porto                                   | 3–1     | AS Roma           |
| ------------------------------------------ | ------- | ----------------- |
| Soares 26' · Marega 52' · Telles 117' (p.) | Informe | De Rossi 37' (p.) |

El Porto es classifica per 4–3 en total.
| AFC Ajax   | 1–2     | Reial Madrid              |
| ---------- | ------- | ------------------------- |
| Ziyech 75' | Informe | 60' Benzema · 87' Asensio |

| Reial Madrid | 1–4     | AFC Ajax                                       |
| ------------ | ------- | ---------------------------------------------- |
| Asensio 70'  | Informe | 7' Ziyech · 18' Neres · 62' Tadić · 72' Schöne |

L'Ajax es classifica per 5–3 en total.
| Liverpool FC | 0–0     | Bayern de Múnic |
| ------------ | ------- | --------------- |
|              | Informe |                 |

| Bayern de Múnic  | 1–3     | Liverpool FC                 |
| ---------------- | ------- | ---------------------------- |
| Matip 39' (p.p.) | Informe | Mané 26', 84' · Van Dijk 69' |

El Liverpool es classifica per 3–1 en total.

### Quarts de final
El sorteig dels quarts de final es realitzà el 15 de març del 2019. Els partits d'anada es disputaran els dies 9 i 10 d'abril del 2019, mentre que els de tornada es jugaran els dies 16 i 17 d'abril.
| Equip 1              | Global | Equip 2            | Anada | Tornada |
| -------------------- | ------ | ------------------ | ----- | ------- |
| AFC Ajax             | 3-2    | Juventus FC        | 1-1   | 2-1     |
| Liverpool FC         | 6-1    | FC Porto           | 2-0   | 4-1     |
| Tottenham Hotspur FC | 4-4    | Manchester City FC | 1-0   | 3-4     |
| Manchester United FC | 0-4    | FC Barcelona       | 0-1   | 3-0     |

Notes
1. ↑  L'ordre dels partits es va canviar després del sorteig original, per evitar que coincidís amb el Manchester City - Tottenham Hotspur la mateixa setmana.

#### Partits
| AFC Ajax  | 1–1     | Juventus FC |
| --------- | ------- | ----------- |
| Neres 46' | Informe | 45' Ronaldo |

| Juventus FC | 1 - 2   | AFC Ajax                      |
| ----------- | ------- | ----------------------------- |
| Ronaldo 28' | Informe | 34' Van de Beek · 67' De Ligt |

L'Ajax es classifica per 3–2 en total.
| Liverpool FC           | 2–0     | FC Porto |
| ---------------------- | ------- | -------- |
| Keïta 5' · Firmino 26' | Informe |          |

| FC Porto    | 1-4     | Liverpool FC                                      |
| ----------- | ------- | ------------------------------------------------- |
| Militão 69' | Informe | 26' Mané · 65' Salah · 77' Firmino · 84' van Dijk |

El Liverpool es classifica per 5–1 en total.
| Tottenham Hotspur FC | 1–0     | Manchester City FC |
| -------------------- | ------- | ------------------ |
| Son 78'              | Informe |                    |

| Manchester City FC                        | 4-3     | Tottenham Hotspur FC       |
| ----------------------------------------- | ------- | -------------------------- |
| Sterling 4', 21' · Silva 11' · Agüero 59' | Informe | 7', 10' Son · 73' Llorente |

L'eliminatòria acaba 4 a 4, però el Tottenham Hotspur es classifica pels gols en camp contrari.
| Manchester United FC | 0–1     | FC Barcelona    |
| -------------------- | ------- | --------------- |
|                      | Informe | 12' (p.p.) Shaw |

| FC Barcelona                  | 3–0     | Manchester United FC |
| ----------------------------- | ------- | -------------------- |
| Messi 16', 20' · Coutinho 61' | Informe |                      |

El Barça es classifica per 4–0 en total.

### Semifinals
Els partits d'anada es disputaran el 30 d'abril i l'1 de maig del 2019, mentre que els de tornada es jugaran els dies 7 i 8 de maig.
| Equip 1              | Global | Equip 2      | Anada | Tornada |
| -------------------- | ------ | ------------ | ----- | ------- |
| Tottenham Hotspur FC | 3-3    | AFC Ajax     | 0-1   | 3-2     |
| FC Barcelona         | 3-4    | Liverpool FC | 3-0   | 0-4     |

#### Partits
| Tottenham Hotspur FC | 0–1     | AFC Ajax        |
| -------------------- | ------- | --------------- |
|                      | Informe | 15' Van de Beek |

| AFC Ajax                | 2–3     | Tottenham Hotspur FC  |
| ----------------------- | ------- | --------------------- |
| De Ligt 5' · Ziyech 35' | Informe | 55', 59', 90+6' Moura |

L'eliminatòria acaba 3 a 3, però el Tottenham Hotspur es classifica pels gols en camp contrari.
| FC Barcelona                | 3-0     | Liverpool FC |
| --------------------------- | ------- | ------------ |
| Suárez 26' · Messi 75', 82' | Informe |              |

| Liverpool FC                       | 4-0     | FC Barcelona |
| ---------------------------------- | ------- | ------------ |
| Origi 7', 79' · Wijnaldum 54', 56' | Informe |              |

El Liverpool es classifica per 4–3 en total.

### Final
La final es disputà l'1 de juny del 2019 a l'Estadi Metropolità de Madrid.
| Tottenham Hotspur FC | 0-2     | Liverpool                 |
| -------------------- | ------- | ------------------------- |
|                      | Informe | 2' (p.) Salah · 87' Origi |